# Vaseline

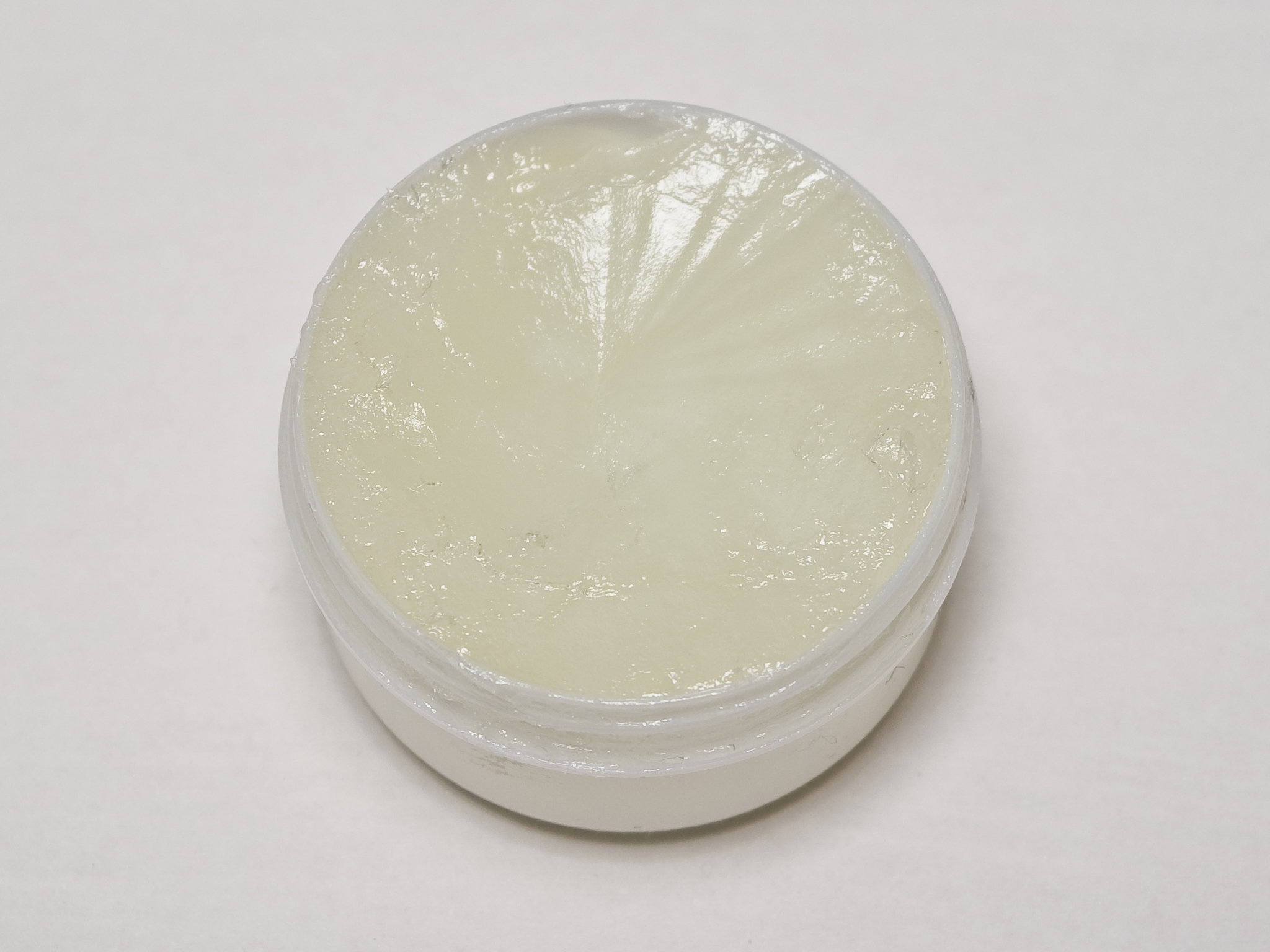
Weißes Vaselin (Vaselinum album)

Die Vaseline (Kunstwort aus „Wasser“ und griechisch élaion „Öl“), apothekersprachlich  auch das Vaselin (lateinisch Vaselinum) oder Petrolatum, ist ein salbenartiges Gemisch aus festen und flüssigen Kohlenwasserstoffen aus Erdöl mit einem Schmelzbereich von 38 bis 58 °C. Man unterscheidet weiße und gelbe Vaseline.

## Geschichte
Bereits präkolumbisch soll unter den Ureinwohnern Nordamerikas der Gebrauch von Vaseline-ähnlichen Produkten zur Haut- und Wundpflege bekannt gewesen sein.

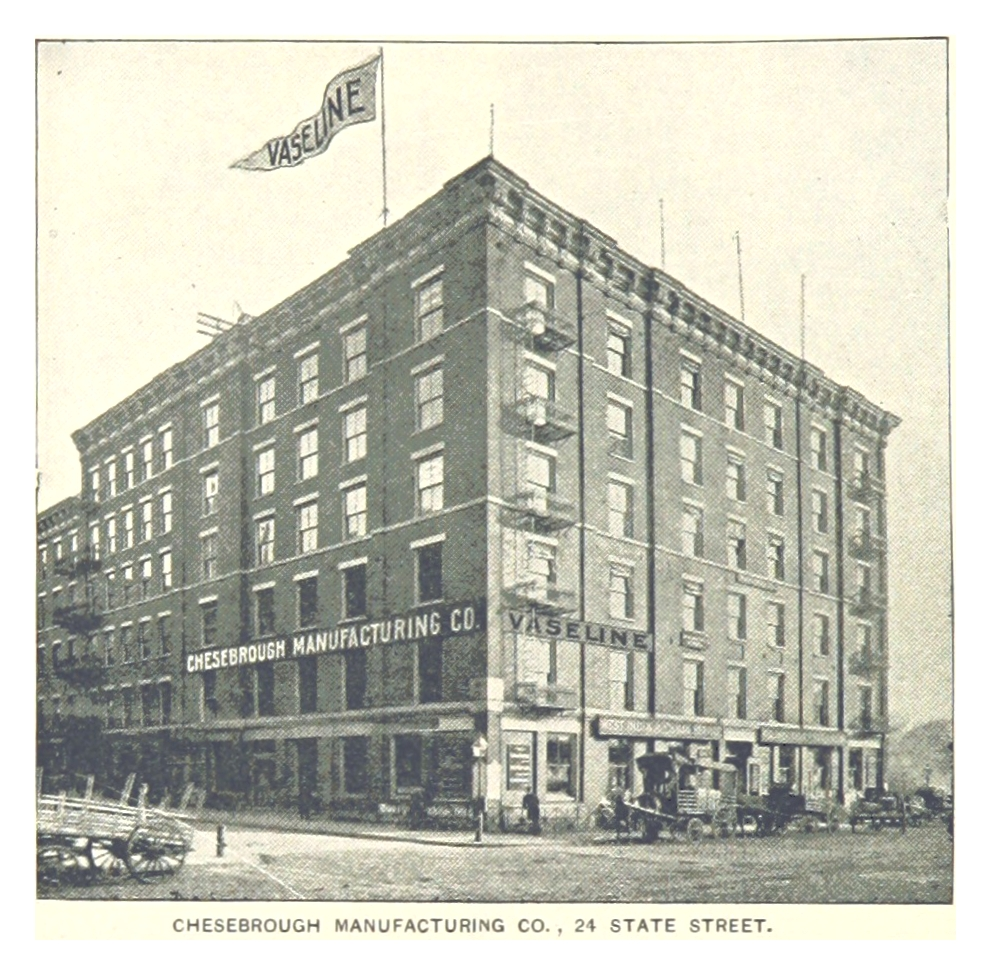
Der Firmensitz Chesebroughs in New York City, 24 State Street (um 1890)

1859 suchte der verarmte Chemiker Robert Chesebrough eine Möglichkeit, dem Bankrott zu entrinnen. Da er in seinem Kerosinvertrieb keine Zukunft mehr sah, beabsichtigte er, ins Erdölgeschäft einzusteigen. Im an Erdölvorkommen reichen Titusville, Pennsylvania, fielen ihm an Bohrgestängen eigenartige paraffinähnliche Rückstände auf. Die Ölarbeiter waren zwar von der schmierigen Masse, die die Pumpen verstopfte, nicht begeistert, hatten aber bereits durch Zufall herausgefunden, dass Schürf- und Brandwunden besser heilten, wenn man sie damit bestrich. Durch diese Tatsache hellhörig geworden, nahm er mehrere Gläser des Erdölabfallproduktes mit nach Hause und versuchte, in Experimenten den Grundbestandteil zu extrahieren. 1870 gelang es ihm schließlich, die erste reine Vaseline herzustellen, der er anfangs noch den Namen „Petroleumgallert“ (englisch petroleum jelly) gab. 1872 patentierte er das Verfahren zur Gewinnung der Vaseline und ließ den Markennamen Vaseline schützen.

## Wortherkunft
Im Sprachgebrauch hat sich „Vaseline“ als Deonym etabliert, wobei auch die generischen Begriffe Petroleum Jelly (Erdöl-Gelee) sowie Petrolatum allgemein bekannt sind. In Deutschland ist die Wortmarke 'CHESEBROUGH VASELINE' auf Unilever eingetragen.
Über die Herkunft der Bezeichnung „Vaseline“ gibt es zwei unterschiedliche Versionen.
Freunde Chesebroughs meinten, der Name sei ihm in den Sinn gekommen, da er anfangs die Blumenvasen seiner Frau anstelle von Laborgläsern verwendet habe. Mitarbeiter in seiner Fabrik dagegen erklärten, Chesebrough habe den Namen aus zwei Bestandteilen zusammengesetzt, für den ersten habe er das angepasste deutsche Wort „Wasser“ und für den zweiten entsprechend das griechische Wort „elaion“, das Olivenöl bedeutet, gewählt.

## Gewinnung
Vaseline wird aus Rückständen bei der Erdöldestillation gewonnen. Die Rohvaseline wird zur Reinigung und Bleichung mit Schwefelsäure, Bleicherden und Aktivkohle behandelt.
Während weiße Vaseline durch eine spezielle Aufarbeitung fast vollständig entfärbt ist, wird diese Aufreinigung bei gelber Vaseline nicht durchgeführt.

## Zusammensetzung und Eigenschaften
Vaseline besteht zu 70 bis 90 % aus einem flüssigen Anteil von stark verzweigten iso-Paraffinen und Olefinen. Der feste (kristalline) Anteil (10–30 %) besteht aus langkettigen Komponenten (n-Paraffine und wenig verzweigte iso-Paraffine). Die flüssigen Komponenten sind in das netzartige Gerüst aus festen Anteilen inkorporiert.
Vaseline ist praktisch unlöslich in Wasser, Ethanol und Glycerin, jedoch löslich in Dichlormethan.
Die CAS-Nummer für Vaseline lautet 8009-03-8.
Pharmazeutische Qualitäten des weißen und gelben Vaselins (lateinisch Vaselinum album und Vaselinum flavum) unterscheiden sich neben dem Aussehen dahingehend, dass die Grenze für das Vorhandensein unerwünschter aromatischer, polycyclischer Kohlenwasserstoffe („MOAH“) bei weißem Vaselin etwas niedriger liegt als bei gelbem Vaselin. Der Tropfpunkt für weißes Vaselin weist mit 35–75 °C einen etwas weiteren Bereich auf als derjenige für gelbes Vaselin, welcher 40–60 °C beträgt. Beide Arzneibuchqualitäten sind gleichermaßen für die Rezeptur geeignet. Ein vermeintlich erhöhtes Krebsrisiko bei gelbem Vaselin ist nicht begründet.

## Analytik
Das hochkomplexe Gemisch von Kohlenwasserstoffen wird bevorzugt durch chromatographische Verfahren getrennt. Zur Anwendung kommen die HPLC und die GC/MS-Kopplung. Diese Verfahren erlauben die hochspezifische qualitative und quantitative Bestimmung einzelner Komponenten. Sie werden auch eingesetzt, wenn es sich um die Untersuchung von Hautlipiden nach Anwendung vaselinehaltiger Produkte handelt.

## Verwendung

### Pflege, Schutz und Behandlung der Haut
Vaseline wird beim Menschen auf der Haut durch Ausnutzen des Okklusionseffekts als Hautschutz gegen rissige Hände oder spröde Lippen und im Gesicht gegen Auskühlung durch Verminderung der Verdunstung der Hautfeuchte verwendet. Anwendungen hat sie zudem als Gesichtsschutz bei rauem Wetter und Kälte, Make-up-Entferner und zum Entfernen von Teerflecken auf Haut und Leder.
Die Stiftung Warentest monierte, dass die Anwendung von Lippenpflegeprodukten auf Basis von Mineralölprodukten wie z. B. Vaseline zur Aufnahme gesundheitlich bedenklicher Mengen der Kohlenwasserstoffverbindungen MOSH und MOAH direkt über den Mund in den Körper führen könne. Bei einer Aufnahme über die Haut seien gesundheitliche Risiken durch diese Verunreinigungen nicht zu erwarten, urteilte das Bundesinstitut für Risikobewertung (BfR) im Mai 2015 in einer, aufgrund von Datenlücken, vorläufigen Bewertung.
Weitere Anwendungsbeispiele:
- Vaseline wird in der Kosmetik und Pharmazie als Bestandteil für Salben- und Cremegrundlagen eingesetzt.
- Zur Pfotenpflege bei Hunden.
- Als Hautschutz am Gesäß beim Radfahren.
- Zur Behandlung bei Tumbufliegenbefall.
- Als Gleitmittel beim Geschlechtsverkehr ist Vaseline nur bedingt geeignet, da sie z. B. Kondome aus Latex angreifen kann.

Auf kosmetischen Produkten wird Vaseline mit dem INCI-Namen „Petrolatum“ gekennzeichnet.

### Technische Verwendung
- In der Industrie wird Vaseline als wirksamer Schmierstoff mit gutem Korrosionsschutz eingesetzt. Sie verhält sich chemisch neutral gegenüber den meisten Werkstoffen. Speziell:
  - als Petrolatum-Band oder -Binde wird sie als Korrosionsschutzbinde zum Umwickeln von metallischen Rohrleitungen, Verbindungsstücken oder Armaturen eingesetzt, die dauerhafter Feuchtigkeit ausgesetzt sind oder Erdkontakt haben,
  - als Polfett (Säureschutzfett) und
  - als Gleitmittel und Montagehilfsmittel.
- Als Imprägnierungssalbe in der Lederverarbeitung. Zu Pflege und Schutz von Gegenständen aus Glattleder, z. B. Fahrradsättel, Stiefel oder Motorradbekleidung.
- Zur Tiefenpflege von verhärtetem Leder, das bei Bewegung zu brechen droht, in Form einer weißen säurefreien Vaseline.
- Vaseline dient als Grundlage zur Herstellung von Melkfett.
- Als Unterwasser-Bewuchsschutz für Motorboote und Segelyachten.
- Zum Fetten von Reißverschlüssen.
- In Vaseline getränkte Watte wird im Outdoorbereich als Zunder verwendet.
- Zum Schmieren von elastischen Dichtungen und O-Ringen sowie als Frostschutz für Türgummis am Auto. Unverträglich ist Vaseline als Mineralölprodukt jedoch mit O-Ringen aus EPDM.[17]